# Flaga Buenos Aires
Flaga Buenos Aires – flaga stolicy Argentyny, oficjalnie zatwierdzona 24 października 1995 roku. 
Przedstawia orła, symbol znajdujący się w herbie dynastii Habsburgów, do której należał cesarz Karol V. Taka symbolika wynika z faktu, iż Buenos Aires zostało założone w 1536 roku podczas panowania Karola V na tronie hiszpańskim, a także dlatego, że ponowne założenie miasta w 1580 roku odbyło się za rządów jego syna, Filipa II.